# Nils Dunkel
Nils Dunkel (Erfurt, 20 de febrero de 1997) es un deportista alemán que compite en gimnasia artística.
Ganó dos medallas en el Campeonato Europeo de Gimnasia Artística, en los años 2022 y 2025.
Participó en dos Juegos Olímpicos de Verano, en los años 2020 y 2024, ocupando el octavo lugar en Tokio 2020, en la prueba por equipos.

## Palmarés internacional
| Campeonato Europeo | Campeonato Europeo | Campeonato Europeo | Campeonato Europeo |
| Año                | Lugar              | Medalla            | Prueba             |
| ------------------ | ------------------ | ------------------ | ------------------ |
| 2022               | Múnich (Alemania)  | Medalla de bronce  | Caballo con arcos  |
| 2025               | Leipzig (Alemania) | Medalla de oro     | Paralelas          |